# Гасило

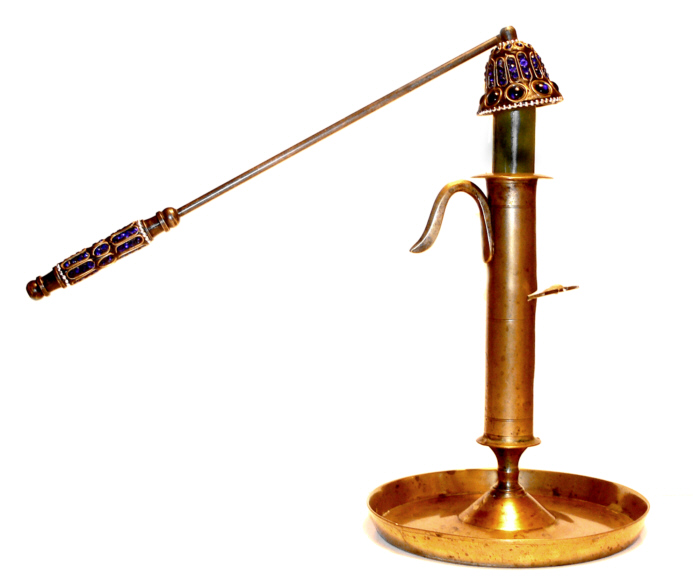
Гасило на ручці

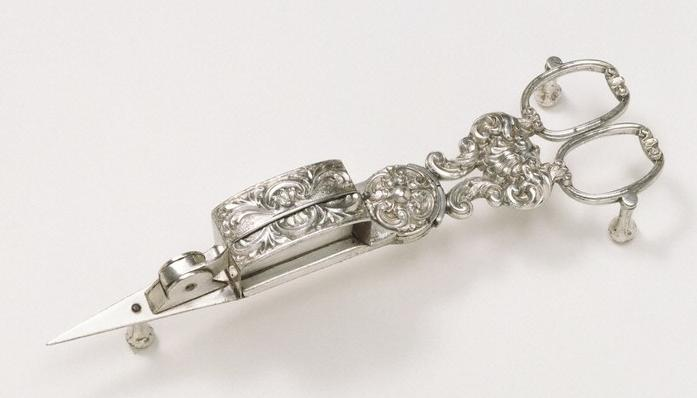
Гасило-щипці

Гаси́ло — пристрій для гасіння свічок, який дозволяє швидко і безпечно погасити полум'я, не торкаючись ґнота. У минулому широко уживався у побуті, особливо значного поширення набув у XIX сторіччі. У сучасному українському побуті практично не відомий, але все ще використовується у церквах.
Може мати різну конструкцію: у вигляді простого конічного або дзвоноподібного ковпачка, у вигляді ковпачка на короткому (до 30 см) або довгому держаку, у вигляді щипців, які також могли застосовуватися для поправляння ґнота та зняття нагару. Гасило на довгому держаку використовують переважно в церквах, оскільки деякі літургійні свічки можуть мати значну висоту (до 2 м), крім того, свічки можуть розташовуватись у важкодоступних місцях: канделябрах на підвищенні, панікадилах тощо.
Принцип дії гасила заснований на тому, що для підтримки горіння потрібен кисень. Коли полум'я накривають ковпачком, це перешкоджає доступу повітря до ґнота, тому через дефіцит кисню процес горіння миттєво припиняється.
Образ гасила використовувався в європейській літературі як алегорія згасаючого життя.